# Sophie Karlowna von Buxhoeveden

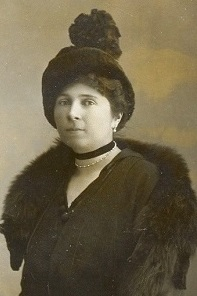
Sophie Karlowna Baronin von Buxhoeveden

Sophie Karlowna von Buxhoeveden (russisch: София Карловна бар. Букcгевден; * 9. Juni 1883 in Sankt Petersburg; † 26. November 1956 in London) war die letzte Hofdame am Hofe des Zaren Nikolaus II. Sie folgte dem Zarenpaar in die sibirische Verbannung und verfasste nach ihrem Überleben einige Werke über den Zarenhof.

## Leben

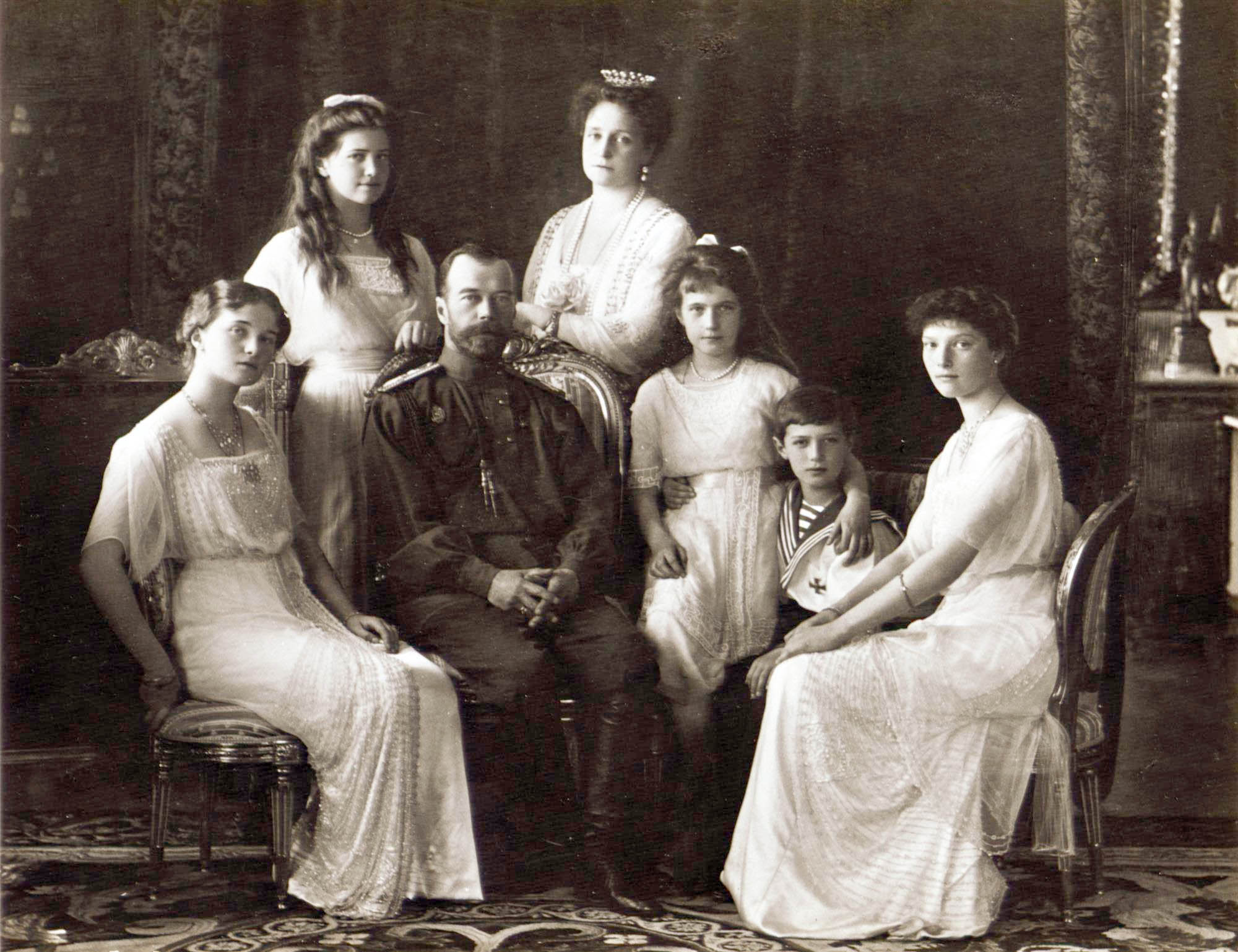
Nikolaus II. mit seiner Gattin Alexandra und den fünf gemeinsamen Kindern (1913)

Sophie Karlowna kam schon während ihrer Jugend mit dem gesellschaftlichen Leben in Sankt Petersburg in Berührung. 1904 trat sie als Zofe in die Dienste der Zarin Alexandra Fjodorowna ein. Zur offiziellen Hofdame ihrer kaiserlichen Majestät wurde sie 1913 erkoren. Die vier Töchter der Zarenfamilie nannten sie „Isa“. Die Kaiserin und ihre Töchter hatten ein sehr persönliches Verhältnis zu ihrer Hofdame. Sophie reiste mehrere Male mit der Zarin und den Töchtern zu den deutschen Verwandten und dabei entwickelte sich ein Vertrauensverhältnis zwischen den beiden Damen.
Als die Zarenfamilie nach der Oktoberrevolution in Sankt Petersburg gefangen genommen wurde und dann nach Sibirien verbracht wurde, war Sophie als Hofdame gegenwärtig. Sie entkam dem Mord am Zaren und seiner Familie im Juli 1918. Zu den Getreuen des Zaren, die mit der Familie ermordet wurden, zählten sein Leibarzt Jewgeni Sergejewitsch Botkin und sein Kammerherr Paul Benckendorff. Als Sophie nach ihrer Flucht Omsk erreichte, welches unter der Kontrolle der russischen Weißen Armee und unter dem Schutz des britischen Militärs stand, konnte sie Russland verlassen. Später wurden der Baronin von Buxhoeveden – insbesondere von der vorgeblichen Zarentochter Anna Anderson – Verrat an der Zarenfamilie und persönliche Bereicherung durch Bestechungsgelder vorgeworfen. Ihre weitere „Heimreise“ führte sie durch China nach Wladiwostok, dann nach Japan über Hawaii nach San Francisco. Ihre erste längere Aufenthaltsstation war bei ihrem Vater in Kopenhagen, der dort im Exil lebte. Ihr Vater vermittelte über das ehemalige deutsche Kaiserhaus und dem Prinzen Heinrich von Preußen, der sowohl mit England als auch mit Russland  verwandt war, eine Übersiedlung nach London. Trotz einiger Ehrenerweise und Vertrauensbekundungen seitens des englischen Königshauses blieb doch immer ein kleiner Zweifel an der angeführten Zarentreue zurück.

## Die falsche Zarentochter

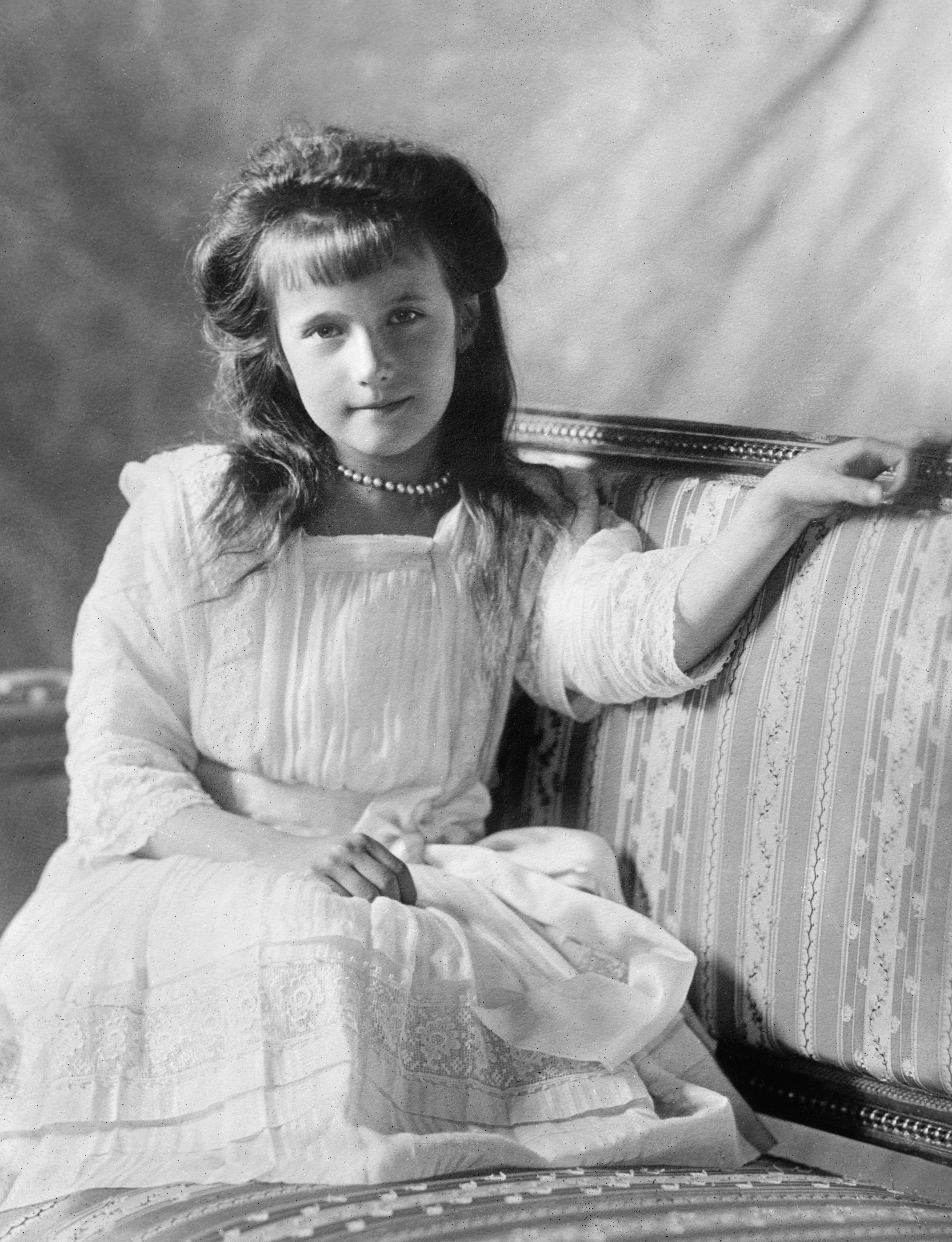
Anastasia Nikolajewna Romanowa

Sophie Karlowna sollte in der so genannten Anna-Anderson-Affäre noch eine wichtige Rolle spielen, es ging um die Identifizierung der angeblichen Zarentochter Anastasia. Eine junge Frau wurde nach einem Selbstmordversuch am 17. Februar 1920 aus dem Berliner Landwehrkanal gezogen und als „Fräulein Unbekannt“ in die Nervenheilanstalt Dalldorf eingewiesen. Sie galt als selbstmordgefährdet und konnte keine Angaben zu Identität, Wohnort oder Familie machen. Nach einigen Monaten Aufenthalt in Dalldorf tauchte das Gerücht auf, sie sei eine Tochter des Zaren und hätte das Massaker an ihrer Familie im Juli 1918 überlebt. Auf dem Umschlagbild einer Zeitschrift, die im Krankenzimmer auslag, war ein Foto der Zarenfamilie abgebildet. Eine der Pflegerinnen bemerkte, dass „Fräulein Unbekannt“ Ähnlichkeit mit den Töchtern des Zaren hätte, woraufhin diese „zugab“, tatsächlich eine davon zu sein. Klara Peuthert, eine Patientin, schickte Briefe an verschiedene russische Emigranten mit der Nachricht, Großfürstin Tatjana, die zweitjüngste Tochter befände sich in Dalldorf. Nach diesem Hinweis begab sich Baronin Sophie zur angeblichen Zarentochter. Als sich die Patientin weigerte, zu reden und sich unter einer Decke versteckte, zog ihr die Baronin die Decke weg und verließ das Zimmer. Beim Verlassen des Zimmers sagte die Baronin: „Sie ist zu klein, um Tatjana zu sein.“
„Fräulein Unbekannt“ änderte daraufhin ihre Geschichte und erzählte den Krankenschwestern, sie sei nicht Tatjana, sondern deren jüngere Schwester Anastasia. Sophie von Buxhoeveden ließ sich davon jedoch nicht beeindrucken und blieb bei der Überzeugung, dass die Patientin eine Schwindlerin sei. Die angebliche Anastasia führte daraufhin eine Rufmordkampagne gegen die Baronin, indem sie erklärte, dass die Weigerung, sie als Zarentochter anzuerkennen, von deren schlechtem Gewissen herrühre. Es sei 1918 eine Flucht der Zarenfamilie aus Jekaterinburg vorbereitet gewesen, aber die Hofdame Baronin Buxhoeveden hätte die Pläne an die Bolschewiken verraten, um ihr eigenes Leben zu retten.
Die Anna-Anderson-Affäre setzte sich mit gegenseitigen Vorwürfen und Verdächtigungen fort und endete schließlich darin, dass Anna Andersons Klage auf gerichtliche Anerkennung als Zarentochter Anastasia 1967 vom Oberlandesgericht Hamburg (Anastasia-Entscheidung) endgültig abgelehnt wurde. Einige Jahre nach Andersons Tod wurde per DNA-Analyse eindeutig bewiesen, dass sie nicht mit der Zarenfamilie verwandt gewesen sein konnte.

## Werke
- 1928 The life and tragedy of Alexandra Feodorovna[6]
- 1929 Left behind: Fourteen months in Siberia during the revolution, December 1917 – February 1919
- 1938 Before the Storm

## Herkunft und Familie
Sophie Karlowna von Buxhoeveden stammte aus dem deutsch-baltischen Adelsgeschlecht Buxhoeveden (Haus VI. Magnusdahl). Ihr Vater Karlos von Buxhoeveden (* 1856, † 1935 in Brüssel) war Diplomat und im Ersten Weltkrieg ein russischer Minister mit Sonderaufgaben in Kopenhagen. Er war mit Ludmilla Ossokin (1858–1917) verheiratet. Sophie Karlowna heiratete nicht.